# Цинкарош (филм из 2013)
Цинкарош (енгл. Snitch) амерички је акциони трилер из 2013. године, у режији Рика Романа Воа, по искуствима доушника Управе за сузбијање наркотика Џејмса Сетембрина. Главне улоге глуме: Двејн Џонсон, Бари Пепер, Сузан Сарандон, Џон Бернтал, Бенџамин Брет и Мајкл К. Вилијамс. Приказан је 22. фебруара 2013. године.

## Радња
Отац чији је син тинејџер неправедно оптужен за диловање дроге због чега му прети затворска казна од десет година, с намером да спаси свог сина по сваку цену, склапа нагодбу са тужиоцем да ради као доушник и да се инфилтрира у картел дроге.

## Улоге
| Глумац             | Улога          |
| ------------------ | -------------- |
| Двејн Џонсон       | Џон Метјуз     |
| Бари Пепер         | агент Купер    |
| Бенџамин Брат      | Ел Попо        |
| Харолд Перинео     | Џефри Стил     |
| Сузан Сарандон     | Џоен Киган     |
| Џон Бернтал        | Данијел Џејмс  |
| Мајкл К. Вилијамс  | Малик Андерсон |
| Мелина Канакаредес | Силви Колинс   |
| Надин Веласкез     | Аналиса Метјуз |
| Рафи Гаврон        | Џејсон Колинс  |
| Дејвид Харбор      | Џеј Прајс      |
| Кијара Кампос      | Изабела Метјуз |
| Џејсон Даглас      | Вејн           |
| Ричард Кабрал      | Флако          |
| Џејмс Ален Макјун  | Крејг Џонсон   |
| Џеј-Ди Пардо       | Бенисио        |
| Ким Џексон         | агент Симс     |
| Лела Лорен         | Ванеса Џејмс   |